# Gmina Suhopolje
Gmina Suhopolje (chorw. Općina Suhopolje) – gmina w Chorwacji, w żupanii virowiticko-podrawskiej. W 2011 roku liczyła 6683 mieszkańców.

## Miejscowości
Miejscowości wchodzące w skład gminy Suhopolje:

- Borova
- Budanica
- Cabuna
- Dvorska
- Gaćište
- Gvozdanska
- Jugovo Polje
- Levinovac
- Mala Trapinska
- Naudovac
- Orešac
- Pčelić
- Pepelana
- Pivnica Slavonska
- Rodin Potok
- Sovjak
- Suhopolje
- Trnava Cabunska
- Velika Trapinska
- Zvonimirovo
- Žiroslavlje
- Žubrica